# Checoslovaquia en los Juegos Olímpicos
Checoslovaquia en los Juegos Olímpicos estuvo representada por el Comité Olímpico Checoslovaco, miembro del Comité Olímpico Internacional entre los años 1919 y 1993. Después de la disolución de Checoslovaquia en 1993, los deportistas checoslovacos compitieron bajo la bandera de sus nuevos países: la República Checa y Eslovaquia.
Participó en 16 ediciones de los Juegos Olímpicos de Verano, su primera presencia tuvo lugar en Amberes 1920. El país obtuvo un total de 143 medallas en las ediciones de verano: 49 de oro, 49 de plata y 45 de bronce.
En los Juegos Olímpicos de Invierno participó en 16 ediciones, siendo Chamonix 1924 su primera aparición en estos Juegos. El país consiguió un total de 25 medallas en las ediciones de invierno: 2 de oro, 8 de plata y 15 de bronce.

## Medalleros

### Por edición
| Evento           | Oro | Plata | Bronce | Total |
| ---------------- | --- | ----- | ------ | ----- |
| Amberes 1920     | 0   | 0     | 2      | 2     |
| París 1924       | 1   | 4     | 5      | 10    |
| Ámsterdam 1928   | 2   | 5     | 2      | 9     |
| Los Ángeles 1932 | 1   | 2     | 1      | 4     |
| Berlín 1936      | 3   | 5     | 0      | 8     |
| Londres 1948     | 6   | 2     | 3      | 11    |
| Helsinki 1952    | 7   | 3     | 3      | 13    |
| Melbourne 1956   | 1   | 4     | 1      | 6     |
| Roma 1960        | 3   | 2     | 3      | 8     |
| Tokio 1964       | 5   | 6     | 3      | 14    |
| México 1968      | 7   | 2     | 4      | 13    |
| Múnich 1972      | 2   | 4     | 2      | 8     |
| Montreal 1976    | 2   | 2     | 4      | 8     |
| Moscú 1980       | 2   | 3     | 9      | 14    |
| Los Ángeles 1984 | –   | –     | –      | –     |
| Seúl 1988        | 3   | 3     | 2      | 8     |
| Barcelona 1992   | 4   | 2     | 1      | 7     |
| TOTAL            | 49  | 49    | 45     | 143   |

| Evento                      | Oro | Plata | Bronce | Total |
| --------------------------- | --- | ----- | ------ | ----- |
| Chamonix 1924               | 0   | 0     | 0      | 0     |
| Sankt-Moritz 1928           | 0   | 0     | 1      | 1     |
| Lake Placid 1932            | 0   | 0     | 0      | 0     |
| Garmisch-Partenkirchen 1936 | 0   | 0     | 0      | 0     |
| Sankt-Moritz 1948           | 0   | 1     | 0      | 1     |
| Oslo 1952                   | 0   | 0     | 0      | 0     |
| Cortina d'Ampezzo 1956      | 0   | 0     | 0      | 0     |
| Squaw Valley 1960           | 0   | 1     | 0      | 1     |
| Innsbruck 1964              | 0   | 0     | 1      | 1     |
| Grenoble 1968               | 1   | 2     | 1      | 4     |
| Sapporo 1972                | 1   | 0     | 2      | 3     |
| Innsbruck 1976              | 0   | 1     | 0      | 1     |
| Lake Placid 1980            | 0   | 0     | 1      | 1     |
| Sarajevo 1984               | 0   | 2     | 4      | 6     |
| Calgary 1988                | 0   | 1     | 2      | 3     |
| Albertville 1992            | 0   | 0     | 3      | 3     |
| TOTAL                       | 2   | 8     | 15     | 25    |

### Por deporte
| Evento              | Oro | Plata | Bronce | Total |
| ------------------- | --- | ----- | ------ | ----- |
| Atletismo           | 11  | 8     | 5      | 24    |
| Balonmano           | 0   | 1     | 0      | 1     |
| Boxeo               | 3   | 1     | 2      | 6     |
| Ciclismo            | 2   | 2     | 2      | 6     |
| Deportes ecuestres  | 1   | 0     | 0      | 1     |
| Fútbol              | 1   | 1     | 0      | 2     |
| Gimnasia            | 12  | 13    | 10     | 35    |
| Halterofilia        | 3   | 2     | 3      | 8     |
| Hockey sobre hierba | 0   | 1     | 0      | 1     |
| Judo                | 0   | 0     | 1      | 1     |
| Lucha               | 1   | 7     | 7      | 15    |
| Pentatlón moderno   | 0   | 1     | 1      | 2     |
| Piragüismo          | 7   | 4     | 1      | 12    |
| Remo                | 2   | 2     | 7      | 11    |
| Saltos              | 1   | 1     | 0      | 2     |
| Tenis               | 1   | 1     | 2      | 4     |
| Tiro                | 4   | 3     | 2      | 9     |
| Voleibol            | 0   | 1     | 1      | 2     |
| TOTAL               | 49  | 49    | 44     | 142   |

| Evento             | Oro | Plata | Bronce | Total |
| ------------------ | --- | ----- | ------ | ----- |
| Esquí alpino       | 0   | 0     | 1      | 1     |
| Esquí de fondo     | 0   | 1     | 4      | 5     |
| Hockey sobre hielo | 0   | 4     | 4      | 8     |
| Patinaje artístico | 1   | 1     | 3      | 5     |
| Salto en esquí     | 1   | 2     | 4      | 7     |
| TOTAL              | 2   | 8     | 16     | 26    |